# جزیره تیولنی (دریای اختسک)
جزیره تیولنی (海豹島) یک جزیره در استان ساخالین کشور روسیه است.